# Hayato Katsuki
Hayato Katsuki (né le 28 novembre 1990) est un athlète japonais, spécialiste de la marche.

Le 5 mai 2018, il remporte le titre de champion du monde par équipes 2018 à Taicang, en terminant 2e du 50 km en 3 h 44 min 31 s, record personnel battu de 4 minutes. Il remporte le titre des Jeux asiatiques de 2018 en 4 h 3 min 30 s, devançant Wang Qin et Joo Hyun-myeong. 